# 희천 편씨
희천 편씨(熙川扁氏)씨는 자강도 희천시를 관향으로 하는 한국의 성씨이다.

## 연원
희천 편씨(熙川 扁氏)는 1930년 조선총독부의 국세조사 때 처음 나타난 성씨로, 당시 충청북도 옥천군 안남면(安南面) 연주리(蓮舟里)에 편창락(扁昌樂) 1가구가 살고 있었다. 인구조사에 의하면 남한에 희천 편씨는 1985년에는 1가구 8명이었으며, 2000년에는 196가구에 603명이었다.

## 본관
희천(熙川)은 자강도 남동쪽에 위치한 지명으로, 고려 초에는 청새진(淸塞鎭)이라 하였다. 1217년(고종4) 서희(徐熙:이천서씨)가 거란의 침공을 막아 위주방어사(威州防禦使:조선때 경기 이북의 각 도에 두어 병권을 장악하고 요지를 지키게 했던 종2품)로 승격되었다.후에 서희의 이름을 따서 희주(熙州)로 고쳐 개주(价州:개천 价川)에서 현감(縣監:종6품)을 겸하게 되었다. 1896년에 평안북도 희주군이 되었으며, 1949년 자강도가 신설되어 희천군이 편입되었고, 1967년 희천군 일원을 희천시(熙川市)로 승격시켰다.